# لودفيغ بيترسن
لودفيغ بيترسن (بالدنماركية: Ludvig A. Petersen)‏ هو مهندس معماري دنماركي، ولد في 31 مايو 1848 في كوبنهاغن في الدنمارك، وتوفي في 10 أبريل 1935 في هيليرود في الدنمارك.

## معرض صور

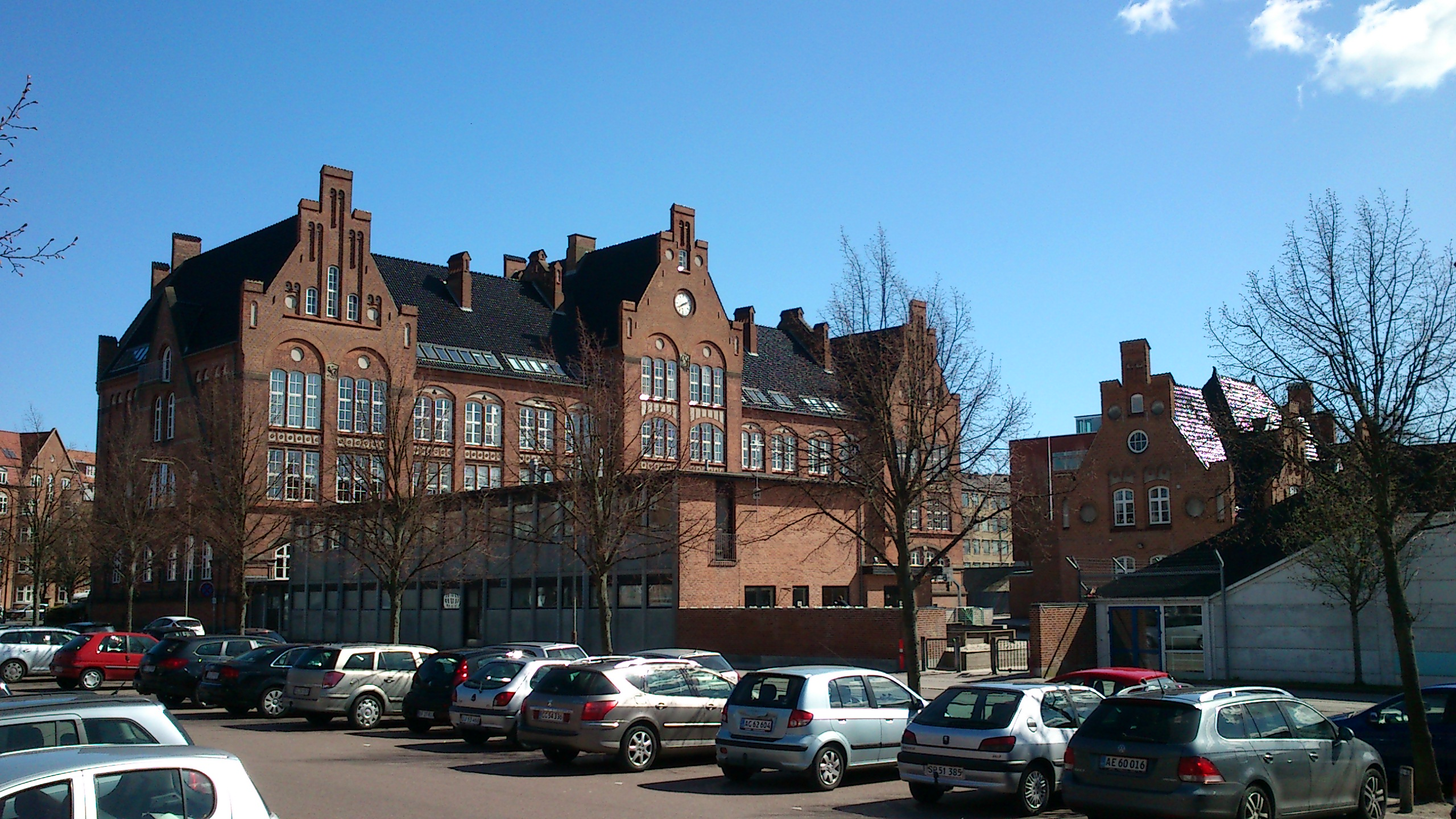
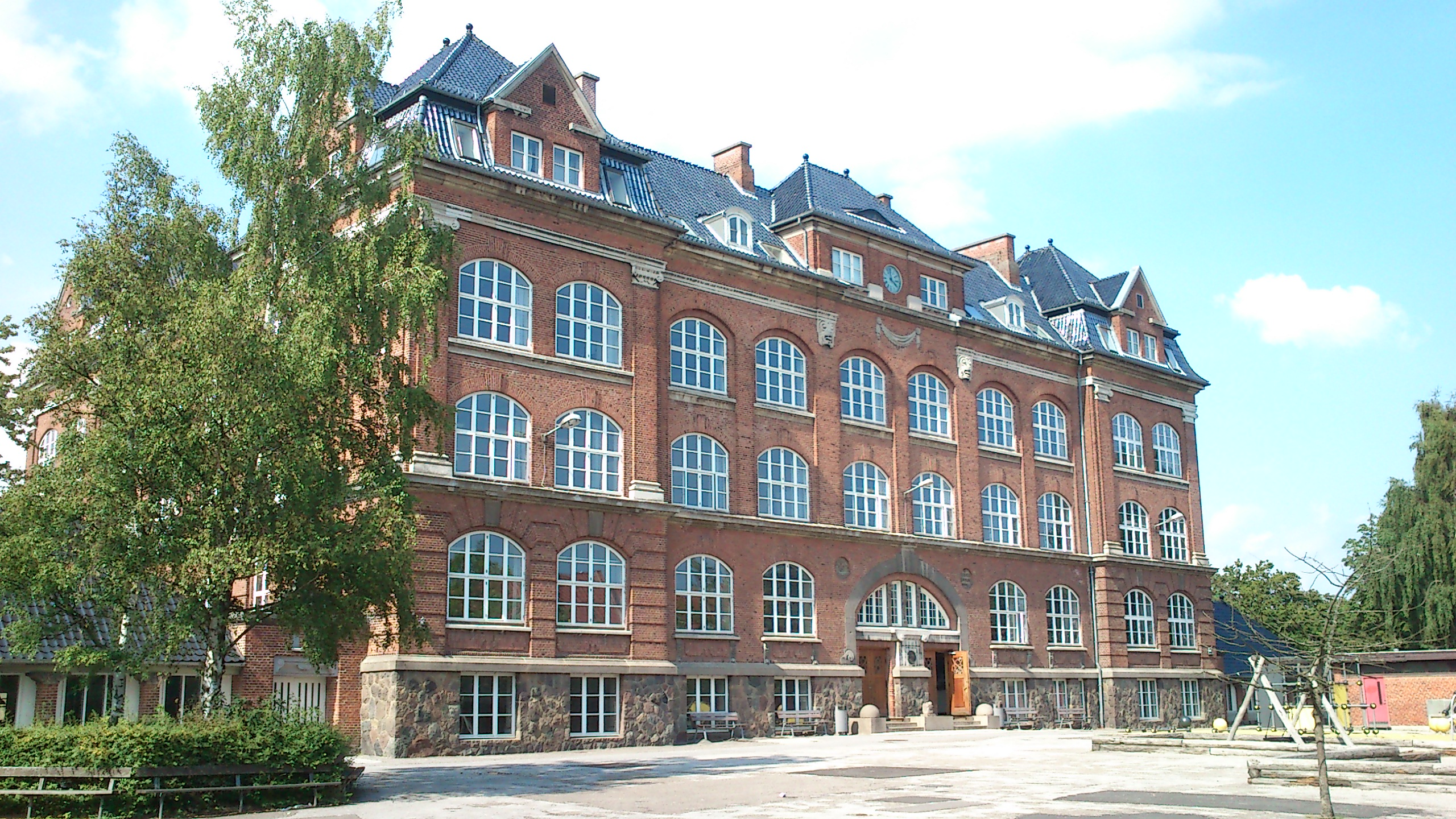
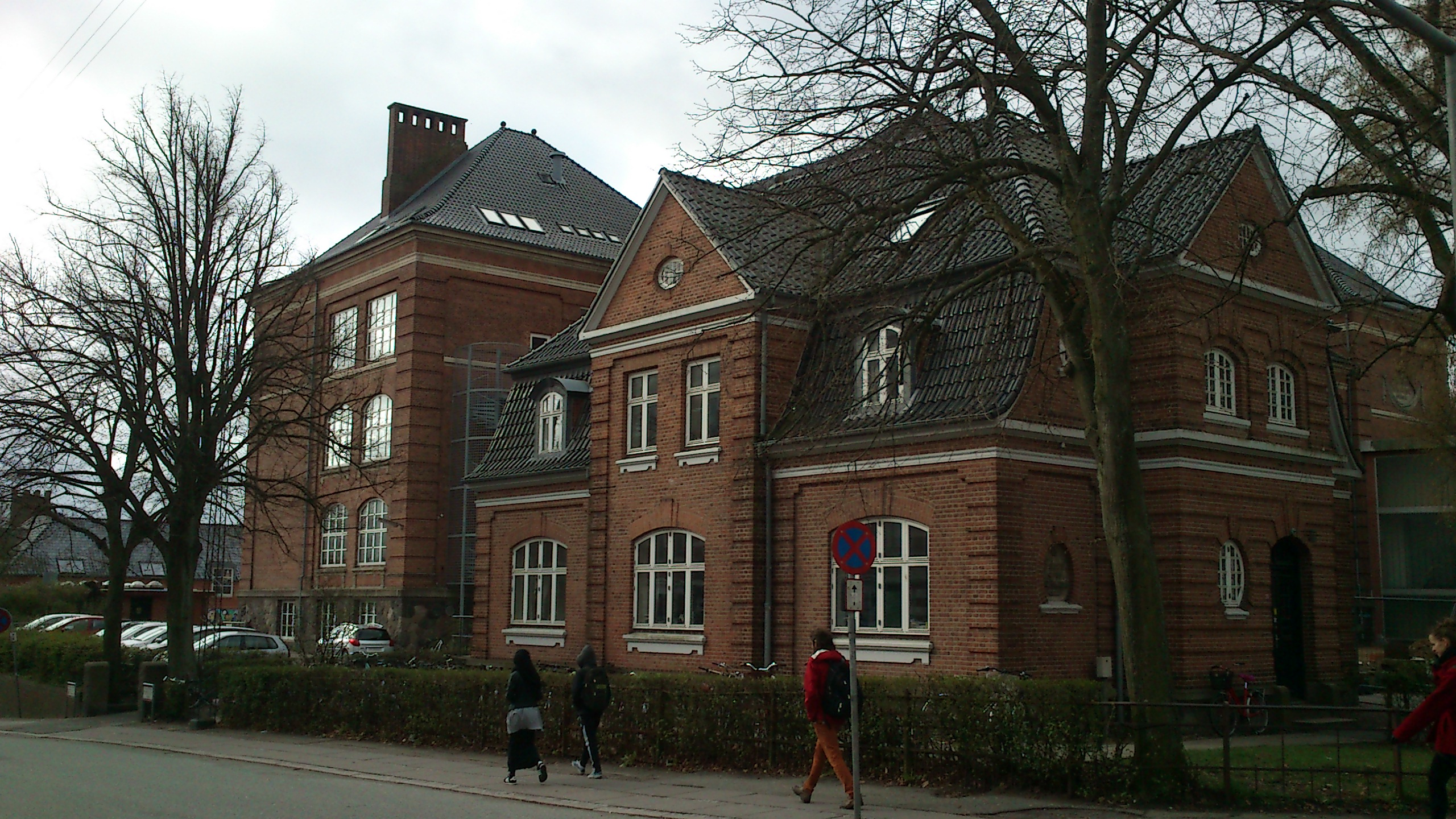